# Nematidium filiforme
Nematidium filiforme är en skalbaggsart som beskrevs av Leconte 1863. Nematidium filiforme ingår i släktet Nematidium och familjen barkbaggar. Inga underarter finns listade i Catalogue of Life.